# Polskie Stronnictwo Ludowe Ziemi Wileńskiej
Polskie Stronnictwo Ludowe Ziemi Wileńskiej – polskie i środkowolitewskie ugrupowanie polityczne o charakterze ludowym. Było blisko związane z Polskim Stronnictwem Ludowym „Piast”. Zostało założone na kongresie 8 września 1921 roku, który odbył się w Wilnie. Organem prasowym partii było „Słowo Wileńskie”. Zanik działalności przypada na koniec 1928 roku.

## Zarys programu
Partia początkowo postulowała federację Polski i Litwy. Po uznaniu tego rozwiązania niemożliwym do przeprowadzenia, w Sejmie Litwy Środkowej partia postulowała autonomiczność Wileńszczyzny w ramach państwa polskiego. Autonomia miała dotyczyć sfery administracyjnej, gospodarczej i kulturalnej. Partia opowiadała się za szybkim przeprowadzeniem reformy rolnej. Postulowano również reformę podatkową oraz zwalczanie wyzysku i lichwy.